# Gesellschaft für Neue Musik
Die Gesellschaft für Neue Musik e. V. (GNM) ist die deutsche Sektion der Internationalen Gesellschaft für Neue Musik (IGNM/ISCM). Vereinszweck ist die Förderung der Neuen Musik.

## Gesellschaft
Die Organisation wurde 1922 gegründet, im Jahr 1933 von den Nationalsozialisten verboten und 1948 neu gegründet. Satzungsgemäßer Vereinszweck ist „die Förderung neuer Musik unter Berücksichtigung ihrer individuellen und gesellschaftlichen Funktion, ihrer weiteren Entwicklung sowie der Vermittlung zwischen Theorie und Praxis.“ Sie ist Herausgeberin verschiedener Publikationen zur Neuen Musik und engagiert sich für Musiker, Ensembles und Veranstaltungen in diesem Bereich. Zusammen mit den Regionalgesellschaften hat sie die ISCM World New Music Days (die Weltmusiktage der IGNM) insgesamt 9 Mal in Deutschland organisiert: 1927 und 1951 in Frankfurt a. M., 1955 in Baden-Baden, 1960 in Köln, 1969 in Hamburg, 1977 in Bonn, 1987 in Köln, Bonn und Frankfurt a. M., 1995 in Essen, Dortmund, Bochum und Duisburg, und 2006 in Stuttgart. Verbandsmitteilungen erscheinen in den Zeitschriften MusikTexte, Neue Musikzeitung und dem World New Music Magazine. Von 1947 bis 1950 war die Gesellschaft Herausgeberin der Publikation Stimmen: Monatsblätter für Musik.

## Präsidenten
- Adolf Weißmann (1922–1925)
- Wilhelm Furtwängler (1925–1930)
- Max Butting (1930–1933)
- Hans Heinz Stuckenschmidt (1948–1956)
- Bernd Alois Zimmermann (1956–1957)
- Wolfgang Fortner (1957–1971)
- Günther Becker (1971–1974)
- Erhard Karkoschka (1974–1980)
- Klaus Hinrich Stahmer (1982–1987 und 2000–2002)
- Siegfried Palm (1988–1991)
- Friedrich Goldmann (1991–1996)
- Ernstalbrecht Stiebler (1997–2000)
- Klaus Hinrich Stahmer (2000–2002)
- Jens Cording (2002–2011)
- Julia Cloot (2011–2021)
- Gordon Kampe (seit 2021)

## Mitglieder
Die Gesellschaft hat mehr als 300 natürliche Mitglieder und 47 korporative Mitglieder (Stand 2008), darunter mehrere lokale Gesellschaften:
- Bergische Gesellschaft für neue Musik (gegründet 1997, aufgelöst 2012)
- Berliner Gesellschaft für Neue Musik
- Frankfurter Gesellschaft für Neue Musik
- Gesellschaft für Neue Musik Hamburg
- Hannoversche Gesellschaft für Neue Musik
- Kölner Gesellschaft für Neue Musik
- Münchner Gesellschaft für Neue Musik
- Gesellschaft für Neue Musik Münster
- Musik 21 – Niedersächsische Gesellschaft für Neue Musik
- Gesellschaft für Neue Musik Oberschwaben
- Gesellschaft für Neue Musik Ruhr
- Sächsische Gesellschaft für Neue Musik
- Gesellschaft für Neue Musik Sachsen-Anhalt

## Publikationen (Auswahl)
Herausgegeben von oder im Auftrag der Gesellschaft für Neue Musik, Sektion Deutschland wurden unter anderem:
- Neue Musik in der Bundesrepublik Deutschland. 24 Bde. Frankfurt am Main 1957–1982. ISSN 0548-2879, DNB 011188790.
- Martin Thrun: Neue Musik seit den achtziger Jahren. Eine Dokumentation zum deutschen Musikleben. 2 Bde. ConBrio-Verl.-Ges., Regensburg 1994. ISBN 3-930079-49-6.